# Uadzsed
Nem tévesztendő össze a következővel: Uadzset.
Uadzsed ókori egyiptomi uralkodó volt a második átmeneti kor idején. Kim Ryholt és Darrell Baker szerint a XIV. dinasztiához tartozott és i. e. 1700 körül uralkodott; a dinasztia királyai Avarisz városából kormányozták a Nílus-delta keleti és talán nyugati részét is, egyidőben a memphiszi székhelyű XII. dinasztiával, amelynek hatalma Felső- és Közép-Egyiptomra terjedt ki. Jürgen von Beckerath és Wolfgang Helck ezzel szemben a XVI. dinasztia egyik uralkodójának tartja Uadzsedet; ők a hükszosz XV. dinasztia vazallusai voltak. Ezt több egyiptológus vitatja, főként mert Ryholt és mások szerint a XVI. dinasztia nem a hükszoszok vazallusaiból állt, hanem tőlük független királyság volt Théba központtal.

## Említései
Uadzsed öt szkarabeuszról ismert, melyeken csak személyneve szerepel, így uralkodói neve nem ismert. Emiatt nehéz azonosítani a torinói királylistán felsorolt királyok közt, ott ugyanis a XIV. dinasztia uralkodóinak csak az uralkodói nevük szerepel. Szkarabeuszai ma Berlinben (19/64), a British Museumban (BM EA 32319), a kairói Egyiptomi Múzeumban (CG 36029), illetve magángyűjteményben vannak. Utóbbit a 20. század elején ellopták. Egy, a Petrie Múzeumban őrzött további szkarabeuszról (UC 11617) korábban azt hitték, az övé, ma azonban úgy tartják, nem uralkodónak készült.

## Helye a kronológiában
Mivel egyedül személyneve ismert teljes bizonyossággal, csak feltételezéseink lehetnek arról, m lehetett uralkodói neve. Ryholt a XIV. dinasztia szkarabeuszainak datálása alapján feltételezi, hogy Uadzsed Neheszi után uralkodott. Mivel a Neheszi és Jakubher közti uralkodók közül csak kevésnek maradt fenn korabeli említése is, Ryholt feltételezi, hogy Uadzsed a Neheszit követő, hosszabb uralkodási idővel rendelkező királyok egyikével – Szehebrével vagy Merdzsefarével – lehet azonos, akik a torinói királylistán a 9. oszlop 4., illetve 5. sorában szerepelnek. Mindketten 3-4 évig uralkodtak.
Jürgen von Beckerath szerint, Uadzsed a hükszószok vazallusa, a XVI. dinasztia tagja volt. Ryholt azonban úgy tartja, hogy a XVI. dinasztia thébai uralkodókból állt, akik körülbelül i. e. 1650-től uralkodtak 1580-ig, mikor is a hükszoszok rövid időre elfoglalták a várost.

## Fordítás
- Ez a szócikk részben vagy egészben  a   Wazad című angol Wikipédia-szócikk ezen változatának fordításán alapul.  Az eredeti cikk szerkesztőit annak laptörténete sorolja fel. Ez a jelzés csupán a megfogalmazás eredetét és a szerzői jogokat jelzi, nem szolgál a cikkben szereplő információk forrásmegjelöléseként.